# Севар
Севар — хан Болгарии, последний болгарский правитель из ханского рода Дуло. Правил с 738 по 753 год.

## Биография
О хане Севаре сведения сохранились лишь в «Именнике болгарских ханов». Известно, что он был последним правителем династии Дуло и нет сведений о его военных конфликтах с Византией. Долгие годы историки даже указывали хана Севара преемником Тервеля и прибавляли число лет управления Кормесия к годам правления Севара.
Существуют две гипотезы, почему представители ханского рода не продолжили занимать место правителя: или хан Севар не оставил наследника, или был осуществлён первый из очереди последующих переворотов в Болгарском государстве.